# 이원식 (야구인)
이원식(李源植, 1972년 6월 15일 ~ )은 전 KBO 리그 LG 트윈스의 투수이다.
1995년에 이원식을 지명한 쌍방울 레이더스가 지명권을 해태 타이거즈에게 넘겨줘 해태 타이거즈에 입단했으며 데뷔 첫 해 등번호 1번을 달았는데 이에 앞서 1992년 10월 19일 입단한 투수 이대진이 입단 당시 등번호 1번을 제의받았으나 거절했다. 하지만 별다른 활약을 보이지 못해 2005년에 이용규, 홍현우를 상대로 소소경과 함께 고향 팀 LG 트윈스로 이적한다. 하지만 역시 성적 부진으로 결국 방출되었다.

## 출신 학교
- 충암고등학교
- 한양대학교

1. ↑  “고졸특급 이대진 해태 투수 입단”. 한겨레신문. 1992년 10월 20일. 2023년 5월 7일에 확인함.